# Cornelius Lott Shear
Cornelius Lott Shear ( 26 de marzo de 1865, Coeymans Hollow, Nueva York - 2 de febrero de 1956, Monroe, Los Ángeles) fue un micólogo, fitopatólogo estadounidense.
Realiza sus estudios en la "Escuela Estatal Normal de Albany" y en la de Nueva York.
En 1888, enseña en colegios de Nueva York y de Nebraska. Obtiene en 1897 su doctorado en ciencias en la Universidad de Nebraska, y en 1901, su maestría; comenzando a trabajar para el servicio de plantas industriales del Ministerio de Agricultura de los Estados Unidos (USDA). Se instala en Washington D. C. en 1906, y es director en 1923 del "Departamento de Micología". De 1927 a 1928, está en Hawái recolectando especímenes.
Publicó extensamente con Neil Everett Stevens (1887-1949) y con Bernard Ogilvie Dodge (1872-1960).
Fue coautor con Frederic Edward Clements (1874-1945), de The Genera of Fungi.

## Fuente
- Heinrich Dörfelt & Heike Heklau (1998) Die Geschichte der Mykologie.

- La abreviatura «Shear» se emplea para indicar a Cornelius Lott Shear como autoridad en la descripción y clasificación científica de los vegetales.[1]